# FanDuel Sports Network
FanDuel Sports Network es un grupo de canales de televisión regionales de deportes en Estados Unidos.
Cada canal emite en una región específica del país. Cada uno posee los derechos de algunos equipos de su región, en particular de las Grandes Ligas de Béisbol (MLB), la National Basketball Association (NBA), la WNBA y la National Hockey League (NHL), así como equipos universitarios.
Debido a la venta de 21st Century Fox a The Walt Disney Company en 2019, Disney excluyó las operaciones de Fox Sports Networks para obtener la aprobación de compra.  Esta decisión fue tomada debido a que Disney competía directamente con Fox mediante la red de canales deportivos ESPN y, de haberse aprobada la compra, ESPN obtendría el monopolio de eventos deportivos por televisión a nivel regional.  
Sin embargo el 3 de mayo de 2019 la empresa Sinclair Broadcast Group compró 21 canales deportivos regionales de Fox Sports Networks. Por $10.6 mil millones de. El 31 de marzo Fox Sports Networks fueran renombradas para Bally Sports después de que Sinclair firmó un acuerdo de licencia con Bally's Corporation.

## Canales
Costa Este
| Canal                                   | Región                                                                         |
| --------------------------------------- | ------------------------------------------------------------------------------ |
| Bally Sports Florida / Bally Sports Sun | Florida                                                                        |
| Bally Sports South                      | Georgia, Mississippi, Alabama, Tennessee, Carolina del Norte, Carolina del Sur |

Centro
| Canal                    | Región                                                          |
| ------------------------ | --------------------------------------------------------------- |
| Bally Sports Detroit     | Michigan                                                        |
| Bally Sports Indiana     | Indiana                                                         |
| Bally Sports Kansas City | Kansas, este de Missouri, Nebraska, Iowa                        |
| Bally Sports Midwest     | Oeste de Missouri, sur de Illinois                              |
| Bally Sports Ohio        | Ohio                                                            |
| Bally Sports Great Lakes | Ohio, Kentucky, noroeste de Pensilvania, suroeste de Nueva York |
| Bally Sports Oklahoma    | Oklahoma                                                        |
| Bally Sports North       | Minnesota, Dakora del Norte, Dakota del Sur                     |
| Bally Sports Southwest   | Texas                                                           |
| Bally Sports Wisconsin   | Wisconsin                                                       |

Costa Oeste
| Canal                                 | Región                                  |
| ------------------------------------- | --------------------------------------- |
| Bally Sports West/Bally Sports So Cal | Sur de California, sur de Nevada, Hawái |

## Historia
En los albores de la era de la televisión por cable, muchas redes de deportes regionales (RSN) competían con la mayor red nacional de deportes, ESPN. Las más notables fueron las redes de Sports Channel, que salió al aire en 1976 (ahora MSG Plus), Prime Network salió al aire en 1983 con Home Sports and Entertainment (ahora Fox Sports Southwest) y posteriormente se diversificó hacia la costa oeste como "Prime Sports", y SportSouth. la RSN operada por Turner Broadcasting System.
En 1986 News Corporation en una joint venture con Tele-Communications Inc. lanzó Fox Sports Net. En 1996, Fox compró a SportSouth y cambió el nombre a "Fox Sports South". En 1997 Fox/Libery adquirió una participación del 40% de Cablevision que operaba la red de deportes Sports Channel America. A principios de 1998, SportsChannel América se unió a la familia Fox Sports Net. Sólo Sports Channel Florida no fue rebautizado en este momento y no se uniría a FSN hasta el 2000.
Debido a la venta de 21st Century Fox a The Walt Disney Company en 2019, Disney excluyó las operaciones de Fox Sports Networks para obtener la aprobación de compra. Esta decisión fue tomada debido a que Disney competía directamente con Fox mediante la red de canales deportivos ESPN y, de haberse aprobada la compra, ESPN obtendría el monopolio de eventos deportivos por televisión a nivel regional. Se espera que sea comprada por otras empresas o se convierta en una corporación independiente. 
Sin embargo el 3 de mayo de 2019 la empresa Sinclair Broadcast Group compró 21 canales deportivos regionales de Fox Sports Networks. Por $10.6 Billones y después foran renombradas para Bally Sports después de que Sinclair firmar un acuerdo de licencia con Bally's Corporation. En 31 de marzo Sinclair officialmiente renombro los canales para Bally Sports.
En 2023, en medio del impacto del cord-cutting y otros cambios en el mercado, Diamond Sports Group solicitó protección por bancarrota bajo el Capítulo 11 de la Ley de Quiebras de los Estados Unidos. Como parte del proceso de reorganización asociado, Diamond planea separarse de Sinclair para convertirse en una empresa independiente. La compañía renegoció contratos con varios de los equipos que transmite, y también terminó sus contratos con otros, ya sea por pagos de derechos no realizados o por una salida formal. En octubre de 2024, se anunció que Diamond finalizaría su acuerdo con Bally's y firmaría un nuevo acuerdo con la empresa de Apuestas en línea FanDuel, bajo el cual Bally Sports se rebrandeó como FanDuel Sports Network el 21 de octubre de 2024.

## Programas
| Canal                    | NBA                                               | MLB                           | NHL                             | WNBA                                  |
| ------------------------ | ------------------------------------------------- | ----------------------------- | ------------------------------- | ------------------------------------- |
| Bally Sports Detroit     | Detroit Pistons                                   | Detroit Tigers                | Detroit Red Wings               | -                                     |
| Bally Sports Florida     | Orlando Magic                                     | Miami Marlins                 | Florida Panthers                | -                                     |
| Bally Sports Indiana     | Indiana Pacers                                    | -                             | -                               | Indiana Fever                         |
| Bally Sports Kansas City | -                                                 | Kansas City Royals            | -                               | -                                     |
| Bally Sports Midwest     | -                                                 | St. Louis Cardinals           | St. Louis Blues                 | -                                     |
| Bally Sports North       | Minnesota Timberwolves                            | Minnesota Twins               | Minnesota Wild                  | Minnesota Lynx                        |
| Bally Sports Ohio        | Cleveland Cavaliers                               | Cincinnati Reds               | Columbus Blue Jackets           | -                                     |
| Bally Sports Oklahoma    | Oklahoma City Thunder                             | -                             | -                               | -                                     |
| Bally Sports South       | Atlanta Hawks Charlotte Hornets Memphis Grizzlies | Atlanta Braves                | Carolina Hurricanes             | Atlanta Dream                         |
| Bally Sports Southwest   | San Antonio Spurs Memphis Grizzlies               | -                             | -                               | San Antonio Stars Nashville Predators |
| Bally Sports SoCal       | Los Angeles Clippers                              | Los Angeles Angels of Anaheim | Los Angeles Kings Anaheim Ducks | -                                     |
| Bally Sports Wisconsin   | Milwaukee Bucks                                   | Milwaukee Brewers             | -                               | -                                     |
| Bally Sports Great Lakes | -                                                 | Cleveland Guardians           | -                               | -                                     |
| Bally Sports Sun         | Miami Heat                                        | Tampa Bay Rays                | Tampa Bay Lightning             | -                                     |